# ابراهیم رمضان
ابراهیم رمضان (؟ -۱۸۶۴) مهندس مصری بود. در عهد محمدعلی پاشا به فرانسه فرستاد شد، هندسه و ریاضیات آموخت و در سال ۱۲۵۱ق به مصر بازگشت. آموزگار مدرسه «مهندس‌خانه» شد. از فرانسوی القانون الریاضی فی تخطیط الأراضی را ترجمه نمود. همچنین در ترجمهٔ الروضة الزهریه فی الهندسة الوصفیة همکاری نمود. رمضان از مهندس‌های کانال سوئز شمرده می‌شد.